# Sydney Shields
Sydney Shields (6 de mayo de 1888-19 de septiembre de 1960) fue una actriz de teatro estadounidense activa durante las primeras décadas del siglo 20.

## Primeros años
Sydney Shields nació el 6 de mayo de 1888 en Nueva Orleans, Luisiana, la primera de cinco hijos criados por sus padres, Bernard C. y Elizabeth "Bessie" M. (née Smallwood) Shields. Su padre era abogado y contable y a lo largo de su carrera fue legislador del Estado de Luisiana, miembro del Consejo Municipal de Nueva Orleans, director de las Escuelas Públicas de Nueva Orleans y Secretario Adjunto de la Junta de Liquidación de la Deuda Municipal de Nueva Orleans. La madre de Shield fue una de las primeras agentes de prensa femeninas de Estados Unidos y una actriz consumada que había actuado con Minnie Maddern Fiske, Joe Haworth y Sydney Armstrong.
Mientras estudiaba en la Hollins College, Shields actuaba en obras de teatro y escribía obras de un solo acto que representaba la sociedad dramática. Después de enviar las obras a un agente de Nueva York, algunas de ellas se utilizaron en vodeviles.

## Carrera
Shields se subió por primera vez a un escenario de niña en actuaciones de vodevil con su madre, dos hermanos y dos hermanas (Benn, Bernice, Santos y Sarah) para la Baldwin-Melville Company de Nueva Orleans. Cuando la sustituyeron por una hermana menor al comprobar que había crecido demasiado para interpretar papeles infantiles como Little Lord Fauntleroy o Little Eva, Shields abandonó los escenarios y encontró trabajo como reportera en el New Orleans World. Allí informaba de historias grandes y pequeñas sobre crímenes, política y algún que otro incendio. Shields también encontró tiempo para escribir un cuento de hadas diario para el periódico y una columna dominical de cotilleos titulada "I Know a Girl". En algún momento añadió la crítica teatral a su currículum, escribiendo reseñas de obras y espectáculos de vodevil que se representaban en Nueva Orleans.
Shields volvió a los escenarios cuando viajó a Nueva York con una serie de sketches de vodevil que había escrito y esperaba vender. En 1910 ya estaba de gira por el vodevil con su propia compañía y actuaba con el actor y escritor Allen G. Miller, con quien se casó en algún momento. En 1913 fue elegida para interpretar un papel protagonista en Reckless Age, producida por Cecil B. DeMille poco antes de que éste diera el salto al cine. Debutó en los escenarios neoyorquinos dos años más tarde en la fallida obra What Money Can't Buy. que no consiguió atraer al público y cerró tras sólo ocho representaciones. Sin embargo, durante las siguientes temporadas, Shields aparecería en producciones de Broadway como The Fear Market (1916),
If (1917),
The Case of Lady Camber (1917)  y Parlor, Bedroom and Bath (1917/18). En 1918, Shields se unió a la Over-There Theatre League que, en diciembre de ese año, se convirtió en la primera compañía de actores estadounidenses en realizar una gira por la Europa de posguerra. Muy al principio de su carrera, Sydney participó en al menos dos películas mudas y, al parecer, después decidió seguir en los escenarios.[cita requerida]
Después de la guerra, Shields apareció en otra media docena de producciones de Broadway entre 1922 y 1934. El público de la época la recuerda sobre todo como la actriz principal de Walker Whiteside durante siete temporadas en producciones itinerantes que recorrieron el país.

## Vida personal
El segundo esposo de Shields fue el actor Edward H. Robins. La larga carrera de Robins como actor comenzó en 1900 y se prolongó hasta bien entrada la década de 1930, antes de que decidiera dedicarse a la dirección y a trabajar con la Actors' Equity Association. La pareja se casó poco después de 1920.
Shields murió el 19 de septiembre de 1960, mientras era paciente del Elmhurst Hospital en Queens, Nueva York.